# Modelo discreto de capacitância
Um modelo discreto de capacitância, também chamado análise discreta de sistema, reduz um sistema térmico a um número de "pedaços" discretos e supõe que as diferenças de temperatura dentro de cada pedaço são negligenciáveis. Esta aproximação é útil para simplificar a complexas equações de calor diferenciais. Foi desenvolvido como um análogo matemático da capacitância elétrica.